# Stazione di Athlone
La stazione di Athlone  è una stazione ferroviaria a servizio dell'omonima città della contea di contea di Roscommon, Irlanda. Si trova sulla Westport–Portarlington e da essa si dirama la linea per Galway.

## Storia
La stazione è stata aperta il 14 gennaio 1985, in sostituzione del precedente scalo che si trovava a nord-ovest dell'attuale e dal quale si diramava il ramo per Mullingar, poi chiuso nel 1987. Fino al 1925, quando il subentro della Great Southern Railways (GSR) nella gestione delle linee irlandese impose la razionalizzazione degli scali costruiti da più imprese ferroviarie, erano presenti due stazioni: quella della Midland Great Western Railway (MGWR), aperta il 1º agosto 1851, e quella Great Southern and Western Railway (GS&WR), attivata il 3 ottobre 1859. Quest'ultima fu quella chiusa dalla GSR. L'attuale stazione di Athlone si trova nella posizione dello scalo ex GS&WR.

## Strutture ed impianti
La stazione è dotata di tre binari, di cui il secondo e il terzo sono accessibili tramite un'unica banchina.

## Movimento
La linea è servita dagli Intercity Westport/Galway–Dublino Heuston.

## Servizi
- Servizi igienici
- Capolinea autolinee
- Biglietteria a sportello
- Biglietteria self-service
- Distribuzione automatica cibi e bevande